# فرانك سوليفان (لاعب هوكي الجليد)
فرانك سوليفان هو لاعب هوكي الجليد كندي، ولد في 16 يونيو 1929 في تورونتو في كندا، وتوفي في 5 أبريل 2009.

## وصلات خارجية
- فرانك سوليفان (لاعب هوكي الجليد) على موقع دوري الهوكي الوطني (الإنجليزية)
- فرانك سوليفان (لاعب هوكي الجليد) على موقع EliteProspects.com (الإنجليزية)
- فرانك سوليفان (لاعب هوكي الجليد) على موقع HockeyDB.com (الإنجليزية)
- فرانك سوليفان (لاعب هوكي الجليد) على موقع Hockey-Reference.com (الإنجليزية)